# أنيلي أولسون
أنيلي ماريتا أولسون (بالسويدية: Anneli Olsson)‏ (من مواليد 8 يونيو 1952) هي عداءة سويدية. كانت قد شاركت في سباق التتابع 4 × 100 متر سيدات في دورة الألعاب الأولمبية الصيفية لعام 1972 . 

## روابط خارجية
- أنيلي أولسون على موقع أوليمبيديا (الإنجليزية)
- أنيلي أولسون على موقع اللجنة الأولمبية السويدية (السويدية)